# 러시아의 아나키즘
러시아의 아나키즘은 인민주의와 허무주의 운동이 당시의 알렉산드르 2세의 정부 개혁에 불만을 품고 발전한 것이다.
자신을 아나키스트로 처음 밝힌 러시아인은 혁명적 사회주의자인 미하일 바쿠닌으로, 그는 국제노동자협회 (IWA) 내에서 현대 아나키스트 운동의 창시자 중 한 명이 되었다. 1872년 헤이그 의회에서 IWA가 마르크스주의자와 아나키스트로 분열되는 상황에서, 러시아의 토지와 자유당 조직도 정치적 투쟁을 지지하는 마르크스주의 파벌과 "행동의 선전"을 지지하는 아나키스트 파벌로 분열되었고, 후자는 알렉산드르 2세의 암살을 주도했다.
흑위대와 같은 구체적인 아나키스트 단체들은 20세기 전환기에 등장하기 시작했으며, 1905년과 1917년 러시아 혁명에 아나키스트들이 참여하면서 절정에 달했다. 처음에는 볼셰비키를 지지했지만, 많은 아나키스트들은 브레스트-리토프스크 조약 이후 그들에게 등을 돌리고 평의회 민주주의를 회복하기 위해 정부에 대항하는 "제3차 혁명"을 시작했다. 그러나 이 시도된 혁명은 1921년에 진압되었고, 크론시타트 반란 진압과 우크라이나 혁명반역군의 패배로 확실히 끝났다.
아나키스트 운동은 소련 시기에도 작은 규모로, 주로 아나키스트 정치범들이 보내진 굴라크 내에서 이어졌지만, 1930년대 후반에는 그들의 구세대가 망명하거나 사망하거나 대숙청 중에 사라졌다. 이오시프 스탈린의 죽음과 국장 이후 여러 봉기가 있은 후, 자유지상주의적 공산주의는 반체제 인사들의 인권 운동 내에서 재구성되기 시작했고, 소련의 붕괴 시기에는 아나키스트 운동이 다시 대중의 영역으로 부상했다. 현대에 아나키스트들은 블라디미르 푸틴 정부에 대한 반대 운동의 일부를 이룬다.

## 역사

### 바쿠닌과 아나키스트들의 망명

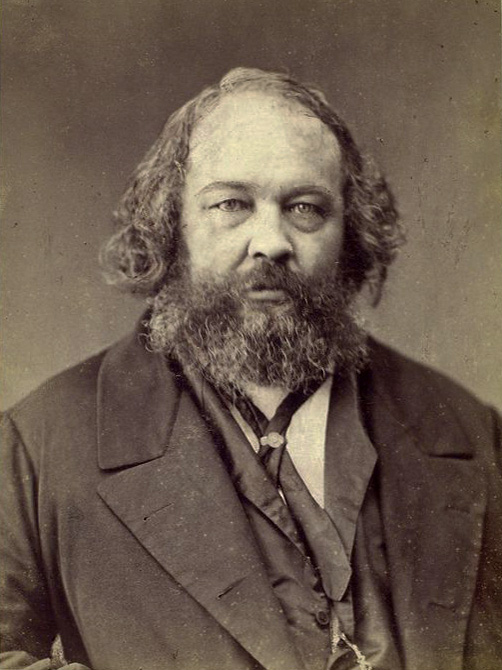
미하일 바쿠닌

1848년, 파리로 돌아온 미하일 바쿠닌은 러시아에 대한 맹렬한 비난을 발표하여 프랑스에서 추방되었다. 1848년 혁명은 그에게 급진적인 민주적 선동 운동에 참여할 기회를 주었고, 1849년 드레스덴 5월 봉기에 참여한 죄로 체포되어 사형 선고를 받았다. 그러나 사형은 종신형으로 감형되었고, 그는 결국 러시아 당국에 넘겨져 투옥되었다가 1857년 동부 시베리아로 보내졌다.
바쿠닌은 아무르주로 이동하는 허락을 받았고, 그곳에서 10년 동안 동부 시베리아 지사를 지낸 친척 니콜라이 무라비요프아무르스키 백작과 협력하기 시작했다. 무라비요프가 직위에서 해임되자 바쿠닌은 수당을 잃었다. 그는 아마도 당국의 묵인 하에 탈출에 성공하여 일본과 미국을 거쳐 1861년 잉글랜드로 갔다. 그는 남은 생애를 서유럽, 주로 스위스에서 망명 생활을 했다.

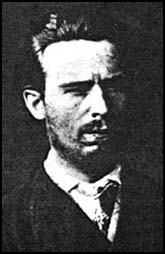
세르게이 네차예프

1869년 1월, 세르게이 네차예프는 상트페테르부르크에서 체포되었다는 거짓 소문을 퍼뜨린 후, 모스크바로 갔다가 해외로 향했다. 제네바에서 그는 페트로파블롭스크 요새에서 도망친 혁명위원회 대표인 척하며 망명 혁명가 미하일 바쿠닌과 그의 친구 니콜라이 오가료프의 신뢰를 얻었다.
바쿠닌은 아나키즘 이론을 발전시키고 정교화하며 아나키스트 운동을 이끄는 데 중요한 역할을 했다. 그는 1870년대 러시아 "혁명적 평민" 운동에 깊은 흔적을 남겼다.
1873년 표트르 크로폿킨은 체포되어 투옥되었지만, 1876년에 탈출하여 잉글랜드로 갔고, 잠시 머문 후 스위스로 이동하여 쥐라 연맹에 합류했다. 1877년에는 파리 (프랑스)로 가서 그곳에서 아나키스트 운동을 시작하는 데 도움을 주었다. 1878년에는 스위스로 돌아와 쥐라 연맹의 혁명 신문인 《르 레볼테》를 편집하고, 이후 다양한 혁명적 팸플릿을 발행했다.

### 허무주의 운동

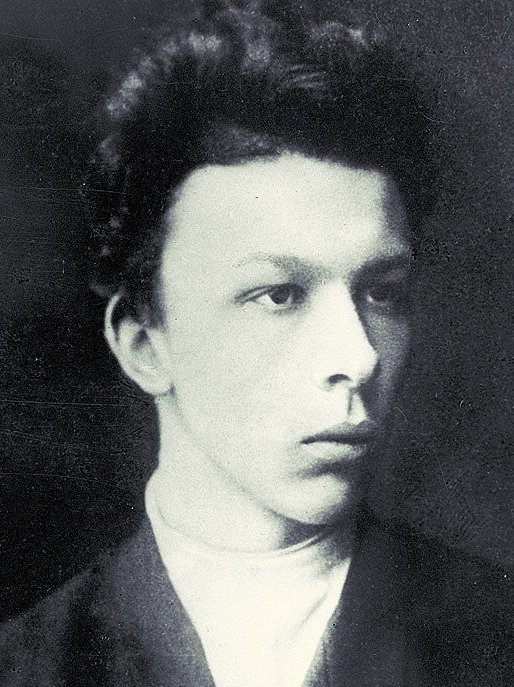
알렉산드르 울리야노프

암살 시도 후, 미하일 로리스멜리코프 백작은 최고 집행위원회의 수장으로 임명되었고, 혁명가들과 싸우기 위한 특별한 권한을 부여받았다. 로리스-멜리코프의 제안은 일종의 의회 기구를 요구했고, 알렉산드르 2세 황제도 동의하는 듯했다. 그러나 이러한 계획은 1881년 3월 13일 (구력 3월 1일) 알렉산드르가 암살되면서 실현되지 못했다. 그는 상트페테르부르크의 중심가 중 한 곳인 겨울 궁전 근처를 운전하던 중 수제 수류탄에 치명상을 입고 몇 시간 후에 사망했다. 공모자들인 니콜라이 키발치치, 소피야 페롭스카야, 니콜라이 르이사코프, 티모페이 미하일로프, 안드레이 젤랴보프는 모두 체포되어 사형 선고를 받았다. 헤시아 헬프만은 시베리아로 보내졌다. 암살자는 이그나치 흐리네비츠키로 밝혀졌으며, 그는 공격 중에 사망했다.

### 톨스토이 운동
비록 자신을 아나키스트라고 부르지는 않았지만, 레프 톨스토이 (1828–1910)는 후기 저작에서 국가에 대한 저항을 옹호하는 철학을 정립했으며, 전 세계적인 아나키즘 발전뿐만 아니라 전 세계적인 평화주의에도 영향을 미쳤다. 《내가 믿는 것》(1884) (러시아어: В чём моя вера?)과 《기독교와 애국심》(1894)을 비롯한 (러시아어: Христианство и патриотизм) 일련의 책과 기사에서 톨스토이는 기독교 복음서를 폭력을 궁극적인 악으로 여기는 이데올로기의 출발점으로 삼았다.
톨스토이는 토지의 사적 소유에 대해 경멸을 표했지만, 그의 아나키즘은 주로 국가가 강제력의 도구로서 존재한다는 그의 견해에 있었다. 그는 국가를 모든 종교적 가르침의 대립물로 여겼다. 그는 언젠가 "인간이 만들고 만들 법률에 무조건적으로 미리 복종하겠다고 약속하는 사람은 이 약속으로 인해 기독교를 포기하는 것이다"라고 썼다.
1880년대에 톨스토이의 아나코 평화주의는 러시아에서 추종자들을 얻었다. 다음 수십 년 동안 톨스토이 자신은 예상하거나 장려하지 않았던 톨스토이 운동은 러시아와 다른 나라들로 퍼져나갔다. 1874년 알렉산드르 2세 황제가 의무 병역을 시행한 이래로 전쟁에 대한 저항은 러시아에서 특별한 의미를 가졌다. 1880년대부터 20세기 초까지 점점 더 많은 젊은이들이 톨스토이적 도덕적 반전주의를 바탕으로 군 복무를 거부했다. 이러한 행동은 톨스토이를 감동시켰고, 그는 법정에서 평화적 병역 거부자들을 변호하는 데 자주 참여했다.
톨스토이의 기독교 도덕 버전에서 영감을 받은 많은 사람들이 러시아 여러 지역에 농업 공동체를 설립하여 수입을 모으고 자신들의 식량, 주거지, 상품을 생산했다. 톨스토이는 그러한 노력을 높이 평가했지만, 공동체가 전 세계 평화 운동에 거의 기여하지 않는다고 느끼며 때때로 이들이 다른 지역과 고립되는 것을 비판했다.
비록 톨스토이의 행동은 그가 자신에게 설정한 이상(예를 들어, 그는 대규모 부동산을 소유했다)과 자주 달랐지만, 그의 추종자들은 1910년 그가 사망한 후에도 톨스토이의 세계 평화 비전을 계속해서 홍보했다.

### 개인주의적 아나키즘
개인주의적 아나키즘은 러시아 아나키즘의 세 가지 범주 중 하나였으며, 더 널리 알려진 아나코공산주의와 아나르코생디칼리슴과 함께했다. 러시아 개인주의적 아나키스트들의 계층은 주로 인텔리겐치아와 노동계급에서 나왔다. 아나키스트 역사가 폴 애브리치에 따르면 "모스크바에 기반을 둔 개인주의적 아나키즘의 두 주요 대표자는 알렉세이 알렉세예비치 보로보이와 레프 초르니 (파벨 드미트리예비치 투르차니노프)였다. 그들은 니체로부터 부르주아 사회가 받아들인 모든 가치 – 정치적, 도덕적, 문화적 – 의 완전한 전복에 대한 욕구를 물려받았다. 또한, 독일과 미국 개인주의적 아나키즘 이론가인 막스 슈티르너와 벤자민 터커에게 강하게 영향을 받아, 그들은 조직화된 사회의 속박으로부터 인간 개성의 완전한 해방을 요구했다."
일부 러시아 개인주의적 아나키스트들은 "그들의 사회적 소외의 궁극적인 표현을 폭력과 범죄에서 찾았고, 다른 이들은 아방가르드 문학 및 예술계에 합류했지만, 대다수는 활기 넘치는 살롱 토론을 벌이고 무거운 저널과 책에서 그들의 개인주의적 이론을 정교화하는 '철학적' 아나키스트로 남았다."
레프 초르니는 볼셰비키당의 권력 장악에 대한 저항에 참여한 중요한 개인주의 아나키스트였다. 그는 주로 슈티르너와 벤자민 터커의 사상을 따랐다. 1907년 그는 "독립적인 개인들의 자유로운 연합"을 옹호하는 《연합 아나키즘》이라는 책을 출판했다. 1917년 시베리아에서 돌아온 후 그는 강사로서 모스크바 노동자들 사이에서 큰 인기를 누렸다. 초르니는 또한 1917년 3월에 결성된 모스크바 아나키스트 그룹 연맹의 비서였다. 그는 "사유 주택 압류"를 옹호했으며, 이는 10월 혁명 이후 아나키스트들이 부르주아지에 대한 직접적인 수탈로 보았던 활동이었다. 그는 이 그룹이 공산당 모스크바 위원회 본부를 폭파한 사건에 연루된 혐의로 사망했다. 폭탄 테러에 실제로 연루되지 않았을 가능성이 높지만, 그는 고문으로 사망했을 수도 있다.
초르니는 부르주아 러시아 사회의 가치에 대한 니체적인 가치 전도를 옹호했고, 아나코공산주의의 표트르 크로폿킨의 자발적인 공동체를 개인의 자유에 대한 위협으로 거부했다. 에이브리치와 앨런 앤틀리프를 포함한 학자들은 이러한 사회 비전이 개인주의적 아나키즘자 막스 슈티르너와 벤자민 터커에게 크게 영향을 받았다고 해석했다. 책 출판 후, 초르니는 혁명 활동으로 러시아 차르 정권 하에 시베리아에 투옥되었다.
한편, 모스크바 대학교 철학 교수였던 알렉세이 보로보이 (1876?-1936)는 "재능 있는 웅변가이자 개인주의적 아나키즘과 생디칼리즘 교리를 조화시키려 노력한 수많은 책, 팸플릿, 기사의 저자"였다. 그는 다른 이론 서적 중에서도 10월 혁명 직후인 1918년에 《아나키즘》을, 그리고 《아나키즘과 법》을 썼다.

### 두호보르파

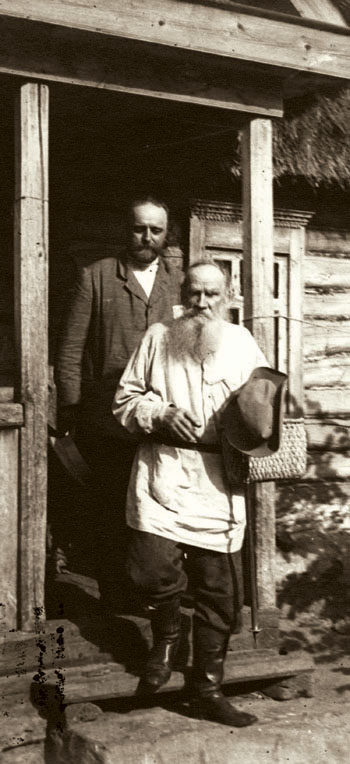
레프 톨스토이와 블라디미르 체르트코프.

두호보르파의 기원은 16세기에서 17세기 모스크바 대공국으로 거슬러 올라간다. 두호보르파("영혼의 레슬러")는 평화주의와 공동체 생활을 유지하면서 세속 정부를 거부하는 급진적인 기독교 종파이다. 1899년, 가장 열성적인 3분의 1(약 7,400명)의 두호보르파는 러시아 제국의 탄압을 피해 캐나다로 이주했으며, 주로 서스캐처원주와 브리티시컬럼비아주에 정착했다. 이 여행 경비는 퀘이커들과 러시아 소설가 레프 톨스토이가 지불했다. 표트르 크로폿킨은 캐나다 순회 강연 중 메노파들이 경험한 종교적 관용을 관찰했기 때문에 두호보르파의 피난처로 캐나다를 톨스토이에게 제안했다.

### 1905년 혁명

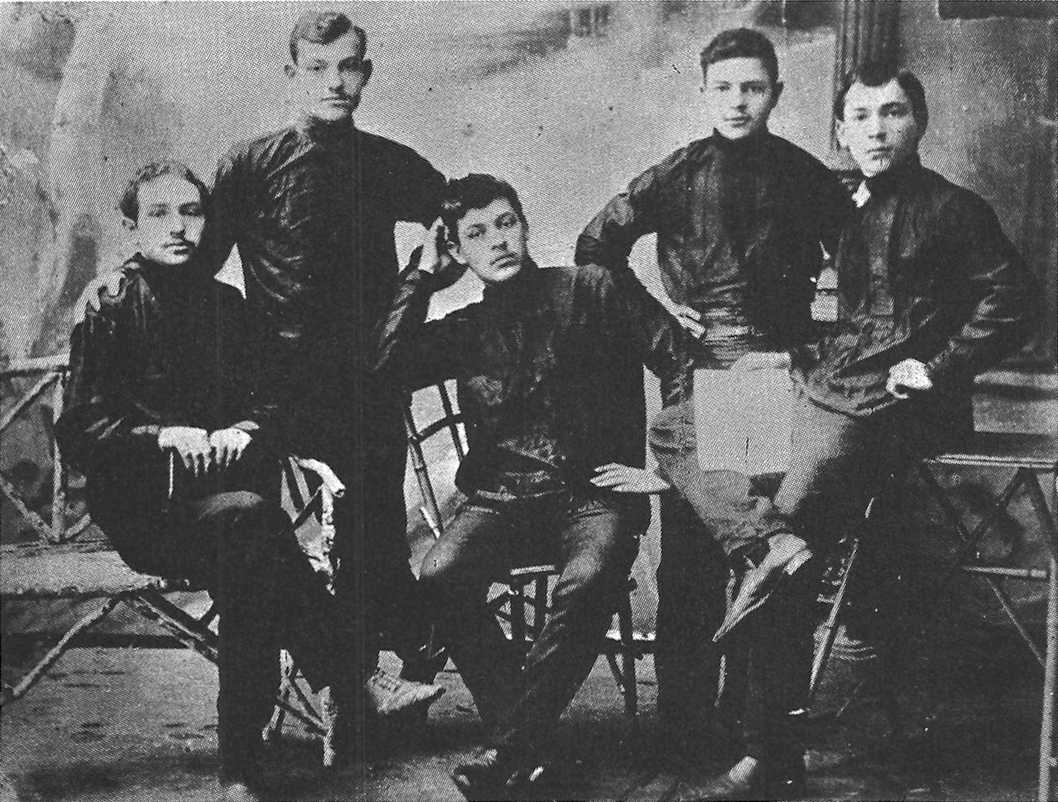
흑위대의 구성원들.

러시아 노동자나 농민들에게 상당한 지지를 얻은 최초의 아나키스트 집단은 1903년 비아위스토크에서 설립된 아나코공산주의 흑위대 집단이었다. 그들은 주로 "유대인 거주지역" —유대인들이 "허락된" 러시아 제국 서부 국경 지역의 빈곤하고 박해받는 노동계층 유대인들로부터 지지를 얻었다. 흑위대는 1904년에 첫 공격을 감행했는데, 그룹의 헌신적인 일원인 니산 파르베르가 유대인 속죄일에 파업을 깨뜨리는 산업가를 칼로 찔렀다. 흑위대와 좌파 사회주의 혁명당, 비아위스토크의 시온주의자들은 다음 행동을 결정하기 위해 숲 속에 모였다. 회의가 끝날 무렵 "사회 혁명 만세!"와 "아나키 만세!"라는 외침이 경찰을 비밀 회의장으로 끌어들였다. 폭력이 이어져 많은 혁명가들이 체포되거나 부상을 입었다. 복수를 위해 니산 파르베르는 경찰서에 수제 폭탄을 던져 자신은 사망하고 많은 사람들을 다치게 했다. 그는 곧 아나키스트들의 혁명적 순교자가 되었고, 상트페테르부르크에서 피의 일요일이 발생하자 그의 행동은 다른 흑위대원들에게도 모방되기 시작했다. 무기 확보가 첫 번째 목표였다. 경찰서, 총포상, 무기고가 급습당하고 재고가 도난당했다. 폭탄 연구실이 설치되었고 몰수된 돈은 빈에서 더 많은 무기를 사는 데 사용되었다. 비아위스토크는 전쟁터가 되었고, 거의 매일 아나키스트의 공격이나 경찰의 진압이 있었다. 드니프로, 오데사, 바르샤바, 바쿠 모두 점점 더 많은 총기 강도와 긴박한 총격전의 목격자가 되었다. 가장 미움받는 자본가들의 공장이나 저택에 다이너마이트 막대기가 던져졌다. 노동자들은 고용주를 전복하고 공장을 직접 운영하도록 독려되었다. 제국 전역의 노동자와 농민들은 이 조언을 마음에 새겼고, 외딴 시골 지역에서 산발적인 봉기가 흔한 광경이 되었다. 특히 서부 국경 지역, 즉 러시아의 폴란드, 우크라이나, 리투아니아 도시들은 분노와 증오로 불타올랐다.
유대인 거주지역의 혁명은 1905년 11월과 12월에 바르샤바의 브리스톨 호텔과 오데사의 카페 리프만 폭탄 테러로 피비린내 나는 절정에 달했다. 모스크바 12월 봉기 진압 후 아나키스트들은 잠시 후퇴했지만, 곧 혁명으로 돌아왔다. 시골의 작은 마을과 심지어 작은 마을에도 자체적인 아나키스트 전투 집단이 있었다. 그러나 대세는 혁명가들에게 불리하게 돌아가고 있었다. 1907년, 차르주의 장관 표트르 스톨리핀은 새로운 "평화화" 프로그램을 시작했다. 경찰은 아나키스트 거점을 급습하기 위해 더 많은 무기, 명령, 증원군을 받았다. 경찰은 아나키스트들을 본부까지 추적한 다음 신속하고 잔인하게 공격했다. 아나키스트들은 예비 조사가 면제되고, 판결이 이틀 내에 내려지며, 형이 즉시 집행되는 군사 재판에 회부되었다. 체포의 치욕에 굴복하기보다 많은 아나키스트들은 궁지에 몰렸을 때 자살을 선호했다. 잡힌 이들은 대개 라바숄과 에밀 앙리처럼 처형되기 전에 정의와 아나키에 대한 감동적인 연설을 했다. 1909년까지 대부분의 아나키스트들은 사망하거나 망명하거나 감옥에 있었다. 아나키즘은 1917년까지 러시아에서 다시 나타나지 않았다.

### 2월 혁명
1917년, 표트르 크로폿킨은 페트로그라드로 돌아와 알렉산드르 케렌스키의 러시아 임시정부가 정책을 수립하는 데 도움을 주었다. 그는 볼셰비키가 집권하자 활동을 중단했다.
1917년 2월 니콜라이 2세의 퇴위와 그에 따른 임시정부 수립 이후, 많은 러시아 아나키스트들은 볼셰비키와 함께 더 큰 혁명을 위한 캠페인에 동참했다. 1905년 혁명 이후의 탄압으로 인해 러시아에서는 새로운 아나키스트 조직들이 천천히 조용히 성장하고 있었고, 1917년에는 국가 권력을 종식시킬 새로운 기회를 보았다.
다음 해에 그들은 볼셰비키를 사회주의 대의에 대한 배신자로 간주하게 되겠지만, 도시 아나키스트 그룹들은 처음에는 레닌과 그의 동지들을 자본주의적 억압에 맞서는 투쟁의 동맹자로 보았다. 공산주의를 향한 자신의 추구에 광범위한 지지가 필요하다는 것을 이해한 레닌은 2월 혁명과 10월 혁명 사이 8개월 동안 종종 아나키스트들의 정서에 의도적으로 호소했다. 많은 낙관적인 아나키스트들은 레닌의 슬로건 "모든 권력을 소비에트로!"를 중앙 권위의 부담 없이 자율적인 집단에 의해 운영되는 러시아의 가능성으로 해석했다. 레닌은 또한 공산주의의 승리를 궁극적인 "국가의 소멸"로 묘사했다.
그러나 이 기간 내내 아나키스트들은 볼셰비키들을 경계했다. 러시아 아나키즘의 영웅인 미하일 바쿠닌은 마르크스주의의 과학적이고 지나치게 합리적인 본질에 대해 회의적인 시각을 표현했다. 그와 그의 추종자들은 보다 본능적인 형태의 혁명을 선호했다. 그들 중 한 명인 빌 샤토프는 아나키스트들을 "혁명의 낭만주의자들"이라고 묘사했다. 그들의 혁명 시작에 대한 열망은 7월 정국 동안 분명해졌는데, 이때 페트로그라드의 병사, 선원, 노동자들이 페트로그라드 소비에트에 권력을 주장하기 위해 봉기했다. 이것은 아나키스트 주도 사건은 아니었지만, 페트로그라드의 아나키스트들은 도시 주민들을 행동으로 선동하는 데 큰 역할을 했다. 어쨌든 레닌은 이 반란에 재미를 느끼지 못했고, 관련된 사람들에게 자신이 달리 지시할 때까지 조용히 하라고 지시했다.
그룹 간의 약간의 긴장에도 불구하고, 아나키스트들은 10월 혁명 직전까지 레닌을 크게 지지했다. 몇몇 아나키스트들은 임시 정부 전복과 심지어 쿠데타를 조율한 군사 혁명 위원회에도 참여했다.

### 10월 혁명
처음에는 일부 아나키스트들에게 혁명이 오랫동안 꿈꿔왔던 무국가 사회를 시작할 수 있을 것처럼 보였다. 이러한 관점에서 일부 볼셰비키-아나키스트 동맹이 맺어졌다. 모스크바에서 10월 혁명 동안 가장 위험하고 중요한 임무는 옛 자유주의자들이 이끄는 아나키스트 연대에 떨어졌으며, 그들이 크렘린, 메트로폴 및 기타 방어 시설에서 백군을 몰아냈다. 또한, 1917년 10월 제헌 의회 공격을 주도한 것은 아나키스트 선원이었다. 잠시 동안 아나키스트들은 러시아가 얻은 새로운 시대에 대한 생각에 기뻐했다.
볼셰비키-아나키스트 관계는 다양한 아나키스트 집단이 볼셰비키가 다원주의가 아닌 중앙집권적인 일당 통치에 관심이 없다는 것을 깨달으면서 곧 악화되었다. 빌 샤토프와 유다 로쉰과 같은 몇몇 저명한 아나키스트들은 실망에도 불구하고, 현재의 갈등에서 볼셰비키와 협력하도록 아나키스트들을 격려하며, 협상할 시간이 있을 것이라는 희망을 품었다. 그러나 대부분의 아나키스트들은 소비에트를 장악하고 공산당 통제하에 놓은 볼셰비키 동맹자들에게 매우 빠르게 환멸을 느꼈다.
배신감은 1918년 3월, 레닌이 독일과 브레스트-리토프스크 조약을 체결하면서 절정에 달했다. 볼셰비키 지도자들은 조약이 혁명을 진전시키기 위해 필요하다고 주장했지만, 아나키스트들은 국제 혁명이라는 이념에 반하는 과도한 타협으로 널리 보았다. 볼셰비키는 아나키스트들을 합법적인 위협으로 보기 시작했고, 강도, 압류, 살인과 같은 범죄를 아나키스트 연합과 연관시켰다. 이후 인민위원평의회 (Sovnarkom)는 아나키스트와 관련된 범죄적 무모함을 청산하고 그들의 군사적 행동에 맞서 모든 아나키스트 단체의 무장을 해제하기로 결정했다. 수개월간 아나키스트 저항이 증가하고 볼셰비키의 인내심이 줄어들면서, 1918년 봄에 공산주의 정부는 자유주의 선동가들과 결정적으로 결별했다. 모스크바와 페트로그라드에서는 새로 결성된 체카가 모든 아나키스트 조직을 해산하기 위해 파견되었고, 대체로 성공했다.
1918년 4월 12일 밤, 체카는 모스크바 아나키스트 그룹 연맹 본부인 아나키 하우스를 포함하여 모스크바의 아나키스트 거점 26곳을 습격했다. 말라야 드미트로프카 거리에서 치열한 전투가 벌어졌다. 약 40명의 아나키스트가 사망하거나 부상을 입었고, 약 500명이 투옥되었다. 12명의 체카 요원도 전투 중에 사망했다. 아나키스트들은 멘셰비키와 좌파 사회주의 혁명당원들과 함께 1918년 5월 1일 축하 행사를 보이콧했다. 볼셰비키의 아나키스트 조직 탄압은 러시아 공산주의 지도부에 대한 일련의 암살 시도를 불러일으켰다.
이 무렵 일부 전투적인 아나키스트 반대자들은 무장하고 이른바 "흑위대" 그룹을 결성하여 내전이 시작되면서 소규모로 공산주의 권력에 맞서 싸웠다. 그러나 도시 아나키스트 운동은 끝났다.

### 내전

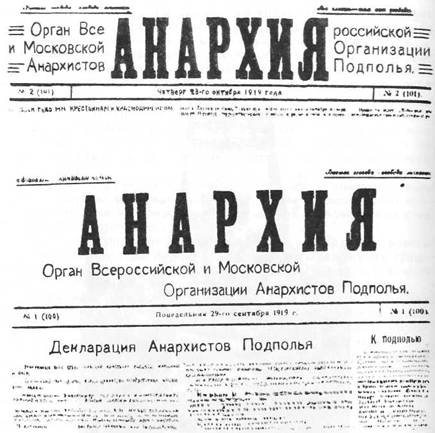
무정부 상태 (모스크바 아나키스트 그룹 연맹 신문) 1919년 9월 29일

인류학자 에릭 울프는 반란 중인 농민들이 "자연스러운" 아나키스트라고 주장한다. 처음에는 볼셰비키의 제안된 토지 개혁을 긍정적으로 보았지만, 1918년경에는 농민들이 새로운 정부가 농촌 인구와의 거래에서 점점 더 중앙집권화되고 착취적으로 변모하자 새로운 정부를 경멸하게 되었다. 마르크스-레닌주의자들은 농민들에게 큰 신뢰를 주지 않았고, 백군에 대항하는 내전이 진행되면서 붉은 군대는 주로 농민 마을을 곡물 공급원으로 사용했으며, 이를 "징발"하거나 달리 말하면 무력으로 압류했다.
붉은 군대와 침략하는 백군 모두에게 동등하게 학대받은 농민 대다수와 붉은 군대 탈영병들은 붉은 군대와 백군 모두에게 저항하는 "녹색" 군대를 형성했다. 이 세력들은 적군처럼 거창한 정치적 의제를 가지고 있지 않았으며, 대부분 그저 괴롭힘을 멈추고 스스로를 통치할 수 있기를 원했다. 녹색 군대는 역사(특히 소련 역사학자들)에서 대체로 무시되었지만, 강력한 세력이며 내전에서 붉은 군대의 승리에 주요한 위협을 가했다. 당이 1920년에 내전이 끝났다고 선언한 후에도 적색-녹색 전쟁은 한동안 지속되었다.
적군 장군들은 많은 지역에서 농민 반란이 아나키스트 지도자와 사상에 크게 영향을 받았다고 지적했다. 우크라이나에서 가장 악명 높은 농민 반란 지도자는 네스토르 마흐노라는 아나키스트 장군이었다. 마흐노는 원래 백군에 맞서 적군과 협력하여 자신의 군대를 이끌었다. 그의 군대가 주둔한 우크라이나 지역에서 마흐노는 코뮌의 생산적인 협력을 기반으로 하는 자치 정부 시스템의 개발을 감독했다. 아나키즘 역사가인 피터 마셜에 따르면, "1년 이상 동안 아나키스트들은 광대한 영토를 통치했으며, 이는 현대 역사에서 대규모로 아나키가 작동한 몇 안 되는 사례 중 하나이다."
놀랄 것도 없이, 볼셰비키는 마흐노의 자치 실험을 제거해야 할 위협으로 보았고, 1920년에 붉은 군대는 마흐노의 군대를 장악하려 했다. 그들은 저항했지만, 장교들(마흐노 자신은 제외)은 1920년 말에 체포되어 처형되었다. 마흐노는 다음 해 파리로 망명하기 전에 계속 싸웠다.

#### 제3차 러시아 혁명

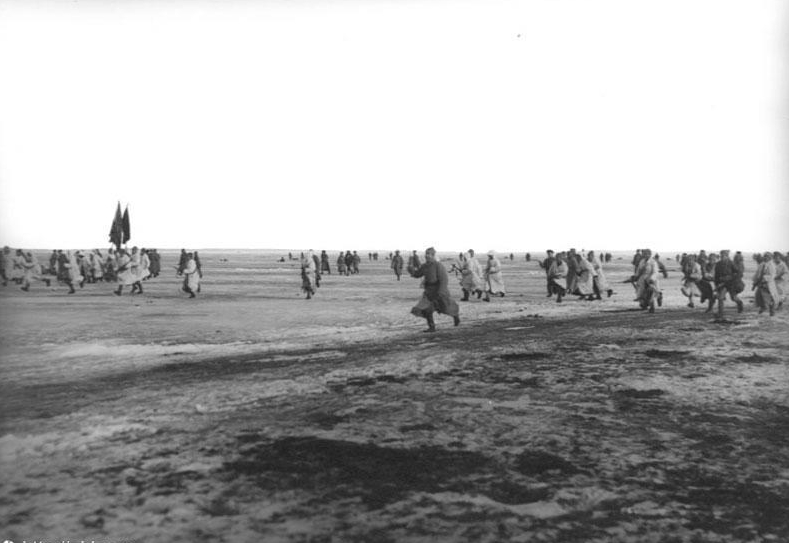
붉은 군대 병사들이 크론시타트를 공격한다.

제3차 러시아 혁명 시도는 1918년 7월 브레스트-리토프스크 조약 체결을 막기 위해 소련 주재 독일 대사를 암살하면서 시작되었다. 그 직후 모스크바 크렘린에 대한 포격과 좌파 사회주의 혁명당이 전신 및 전화 건물을 점거하여 대중에게 압제자들에게 맞서 볼셰비키 정권을 파괴하도록 호소하는 여러 선언문을 보냈다. 그러나 이 명령은 모스크바 시민들에게는 따르지 않았지만, 남부 러시아의 농민들은 이 무장 봉기 요구에 격렬하게 응답했다. 흑위대와 베즈나찰리 아나키스트 테러리스트 집단은 1905년처럼 급격하고 폭력적으로 불타올랐다. 로스토프 (야로슬라블주), 드니프로, 브랸스크의 아나키스트들은 감옥을 습격하여 아나키스트 죄수들을 해방하고 볼셰비키 정권에 대한 봉기를 촉구하는 격렬한 선언문을 발표했다. 아나키스트 전투 부대들은 백군, 붉은 군대, 독일군 모두를 공격했다. 많은 농민들이 혁명에 참여하여 쇠스랑과 낫으로 적을 공격했다. 한편, 모스크바에서는 카지미르 코발레비치와 피오트르 소발레프가 혁명의 충격 부대가 되기 위해 지하 아나키스트들을 조직하여 볼셰비키 진영에 침투하여 예상치 못한 순간에 공격했다. 1919년 9월 25일, 지하 아나키스트들은 혁명에서 볼셰비키에게 가장 큰 타격을 입혔다. 공산당 모스크바 위원회 본부가 폭파되어 12명이 사망하고 니콜라이 부하린과 예멜리안 야로슬랍스키를 포함한 55명의 당원이 부상을 입었다. 명백한 성공에 고무된 지하 아나키스트들은 자본주의와 국가를 마침내 없앨 새로운 "다이너마이트 시대"를 선포했다. 볼셰비키는 코발레비치와 소발레프가 먼저 총살되는 새로운 대규모 체포 물결을 시작하며 대응했다. 지도자들이 사망하고 조직의 대부분이 파괴되면서, 남아있는 지하 아나키스트들은 체카와의 마지막 전투에서 자폭하며 그들의 안전 가옥 대부분을 파괴했다. 수많은 공격과 암살이 혁명이 마침내 1922년에 소멸될 때까지 빈번하게 발생했다. 비록 혁명이 주로 좌파 사회주의 혁명당의 주도였지만, 더 많은 대중의 지지를 받은 것은 아나키스트들이었고, 그들은 좌파 사회주의 혁명당이 조직한 거의 모든 공격에 참여했으며, 또한 완전히 자신들의 주도로 많은 공격을 감행했다. 제3차 러시아 혁명의 가장 유명한 인물들인 레프 초르니와 파냐 바론은 모두 아나키스트였다.

### 망명

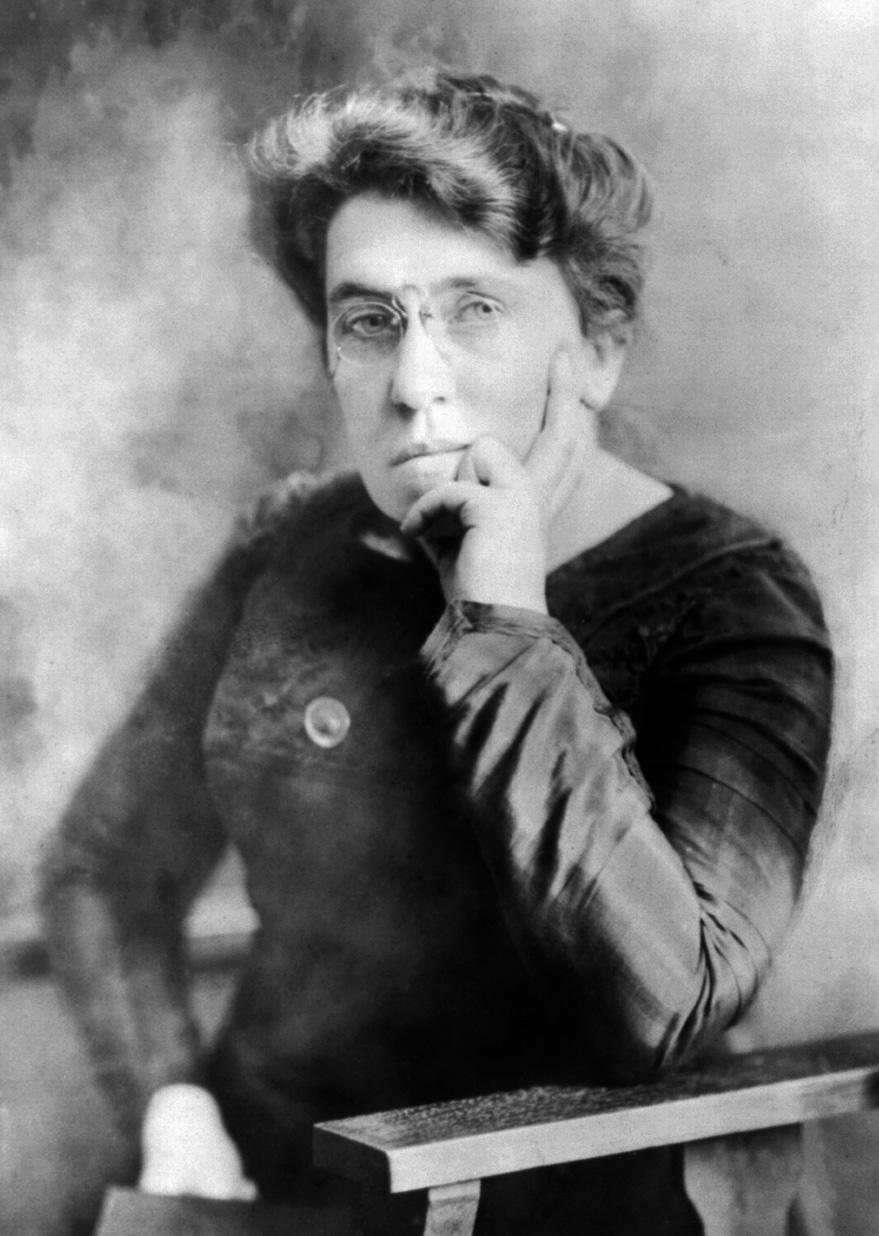
《러시아에서의 나의 환멸》의 저자인 엠마 골드만.

러시아에서 아나키스트 운동이 진압된 후, 엠마 골드만, 알렉산더 버크먼, 알렉산더 샤피로, 볼린, 마르크 므라치니, 그리고리 막시모프, 보리스 옐렌스키, 세냐 플레신, 몰리 스타이머 등 다수의 아나키스트들이 해외로 망명하여, 러시아 내 아나키스트 정치범들을 위한 구호 단체를 설립했다.

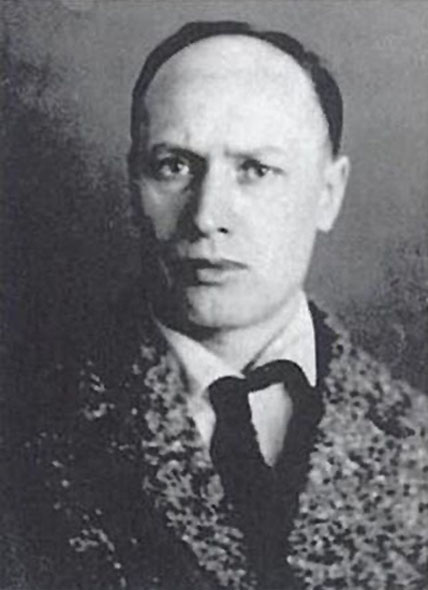
정강주의 경향의 공동 창립자인 표트르 아르시노프.

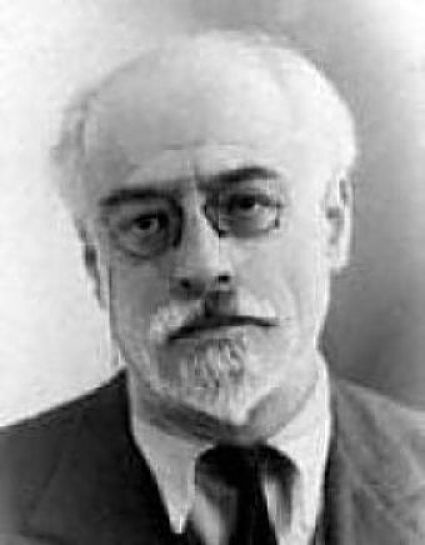
통합 아나키즘 경향의 공동 창립자인 볼린.

환멸에 빠진 러시아 아나키스트 망명자들에게 러시아 혁명의 경험은 미하일 바쿠닌의 "자유 없는 사회주의는 노예 제도와 야만이다"라는 이전 선언을 완전히 정당화했다. 해외에 거주하는 러시아 아나키스트들은 소련 공산당의 "새로운 왕들"을 공개적으로 비난하기 시작했으며, 신경제정책을 자본주의의 회복으로 비판하고 블라디미르 레닌을 스페인 종교재판관 토마스 데 토르케마다, 이탈리아 정치 철학자 니콜로 마키아벨리, 프랑스 혁명가 막시밀리앵 드 로베스피에르에 비유했다. 그들은 볼셰비키 정부에 반대하며 러시아 국가 자본주의의 파괴와 공장위원회와 노동자평의회에 의한 노동자 자주 경영으로의 대체를 요구했다. 그러나 아나키스트 망명자들이 볼셰비키 정부에 대한 비판과 러시아 아나키스트 운동이 무질서로 인해 붕괴했다는 인식에서는 단결했지만, 그들의 내부 분열은 남아 있었다. 그리고리 막시모프, 예핌 야르추크, 알렉산더 샤피로를 중심으로 한 아나르코생디칼리슴주의자들은 자신들의 기관으로 《노동자의 길》을 설립했고, 표트르 아르시노프와 볼린을 중심으로 한 아나코공산주의자들은 《아나키스트 헤럴드》를 설립했다.
아나르코생디칼리스트들은 새로운 국제 조직의 설립을 통해 아나키스트 조직의 문제를 해결하려 했고, 이는 1922년 12월 국제노동자협회 (IWA) 설립으로 절정에 달했다. IWA는 러시아 혁명 사건을 혁명적 사회주의가 아닌 국가사회주의를 건설하려는 프로젝트로 분석했고, 총파업을 향해 나아가면서 단기적인 이득을 얻기 위해 노동조합을 건설할 것을 촉구했으며, 중앙집권 국가를 폐지하고 노동자평의회 네트워크로 대체하는 사회혁명을 목표로 선언했다. 막시모프는 나중에 미국으로 이주하여 세계산업노동자연맹 (IWW)의 러시아어 출판물인 《노동자의 목소리》를 편집했다.

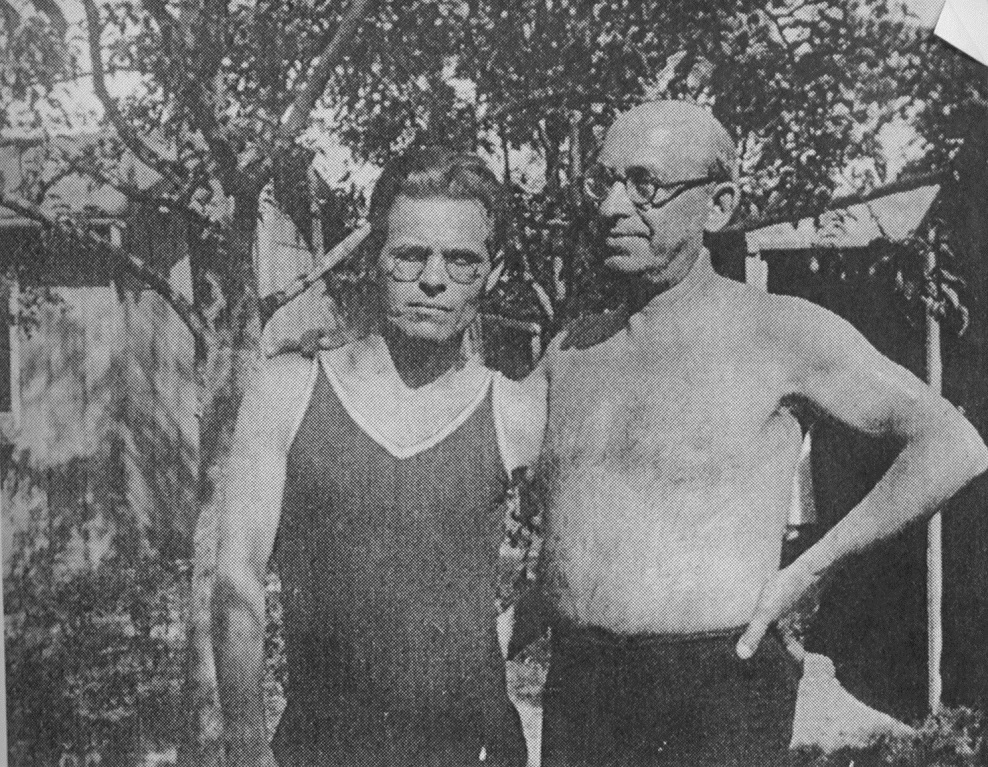
네스토르 마흐노와 알렉산더 버크먼, 파리 (프랑스) 망명 중 (1927년).

한편, 《노동자의 대의》 저널을 중심으로 한 아나코공산주의자들은 정강주의 경향을 발전시키기 시작했으며, 표트르 아르시노프와 네스토르 마흐노가 주로 지지하는, 긴밀하게 조율된 아나키스트 조직의 건설을 요구했다. 이 정강은 볼린, 세냐 플레신, 몰리 스타이머를 포함한 여러 반대 의견에 의해 권위주의적이라고 비판받았다. 아르시노프와 마흐노의 이러한 비판에 대한 성급한 반응은 알렉산더 버크먼과 엠마 골드만과 같은 다른 러시아 망명자들의 분노를 샀고, 그들은 각각 그들을 "볼셰비키"와 "군국주의자"라고 비난했으며, 플레신과 스타이머의 파벌주의에 대한 불쾌함도 표현했다.
1920년대 후반, 많은 아나키스트 망명자들이 러시아로 돌아가기로 결정하고 소련 정부에 허가를 요청했다. 니콜라이 부하린의 도움으로 예핌 야르추크는 1925년 귀국이 허용되었고, 그 후 그는 공산당에 입당했다. 1930년, 아르시노프도 사면을 받아 러시아로 돌아와 공산당에 입당했으며, 《노동자의 대의》 편집권은 그리고리 막시모프에게 넘어갔다. 막시모프 휘하에서 이 출판물은 주목할 만한 생디칼리스트 입장을 취하면서 다른 아나키스트 경향에도 플랫폼을 제공했으며, 러시아 아나키스트 망명자들의 가장 중요한 출판물이 되었다. 막시모프는 아나르코생디칼리스트와 아나코공산주의자 사이의 간극을 메우려 노력했으며, 표트르 크로폿킨의 이전 작업에 따라 두 가지를 종합하려는 사회 신조를 발표했다. 막시모프는 공산주의로의 전환 기간 동안 조건 개선과 노동 시간 단축을 감독할 수 있는 농업협동조합과 공장위원회 설립, 감옥을 공공 복지 기관으로 대체하고 상비군을 "인민 민병대"로 해체하는 것, 그리고 주택 및 소비자 협동조합 네트워크가 제품 유통을 인수하는 것을 제안했다. 그는 또한 코민테른을 비난하고, IWA가 "노동 계급의 해방은 노동자 자신들의 과제이다"라는 생각에 충실했기 때문에 카를 마르크와 미하일 바쿠닌의 제1인터내셔널의 진정한 계승자라고 주장하며, 러시아에서의 사건으로 입증되었듯이 중앙집권이 필연적으로 관료제로 이어진다고 비난했다. 말년에 막시모프는 소련의 역사를 다룬 《작업 중인 단두대》를 출판하고 미하일 바쿠닌의 전집을 편집했다.
러시아 아나키스트 망명자들의 잔재는 1930년대에 쇠퇴하기 시작했다. 그들의 저널은 발행 빈도가 줄어들고 오래된 텍스트의 재판으로 채워졌으며, 그들의 활동은 대부분 과거 사건의 기념일을 축하하는 것으로 이루어졌고, 그들의 비판은 점점 더 이오시프 스탈린과 아돌프 히틀러를 향했다. 스페인 혁명의 사건은 망명 운동을 잠시 부활시켰지만, 스페인 내전에서 공화파가 패배한 후 망명자들은 대체로 활동을 중단했다. 이 시기에 알렉산더 버크먼과 엠마 골드만은 1930년대 후반에, 그리고 볼린, 알렉산더 샤피로, 그리고리 막시모프는 제2차 세계 대전의 연합군 승리 이후 사망하는 등 망명한 아나키스트 구세대의 여러 인물들이 사망하기 시작했다. 살아남은 압바 고르딘은 그 이후 공산주의에서 벗어나 1940년에 마르크스주의 비판서를 출판했는데, 이는 노동자들의 이데올로기가 아니라 "정치경제 조직자들의 특권 계급"의 이데올로기라고 결론지었고, 러시아 혁명을 "관리 혁명"이라고 특징지었다. 고르딘은 점점 내셔널리즘으로 기울어져 시온주의를 채택했고, 결국 이스라엘로 이민을 가서 1964년에 사망했다.

### 소련에서

#### 신경제정책 하에서
크론시타트 반란 진압 후, 공산당의 제10차 대회는 신경제정책 (NEP)을 시행하여 전시공산주의를 종식시키고 소련 경제를 국가자본주의 형태로 전환시켰다. 이전에 볼셰비키 정부와 화해를 추구했던 많은 "소비에트 아나키스트"들은 혁명적 목표에서 후퇴한 것으로 간주되는 신경제정책에 빠르게 환멸을 느꼈고, 이후 학술 활동을 추구하기 위해 직책을 사임했다.
대회는 또한 볼셰비키 통치에 대한 남아있는 모든 반대를 진압했는데, 이는 내부 당파 금지와 같은 노동자 반대파를 금지하고 아나키스트 및 생디칼리스트 요소를 숙청하도록 명령했다. 아나키스트들은 체카에 의해 체포되어 혁명재판소에서 재판을 받았으며, 많은 사람들이 국내 망명형을 선고받거나 강제 수용소로 보내져 혹독한 생활 조건을 견뎌야 했다. 솔로베츠키 강제 수용소의 아나키스트 정치범들은 일련의 단식투쟁으로 그들의 수감에 항의했으며, 일부는 분신자살까지 감행하여 솔로베츠키 제도에서 우랄 지역과 시베리아의 다른 굴라크로 분산되었다. 이 기간 동안 표트르 크로폿킨, 바를람 체르케지시빌리, 얀 바츠와프 마하이스키, 아폴론 카렐린과 같은 아나키스트 구세대의 주요 인물들이 사망하기 시작했다.
볼셰비키 정부는 1920년대 내내 일부 아나키스트 활동이 평화롭게 계속되도록 허용했다. 고로스 트루다 소유의 서점은 문을 열었고 미하일 바쿠닌의 전집을 출판했으며, 크로폿킨 박물관의 활동은 방해받지 않고 계속될 수 있었고, 많은 저명한 아나키스트들은 이탈리아계 미국인 아나키스트 니콜라 사코와 바르톨로메오 반제티의 처형에 공개적으로 항의할 허가를 얻었다. 그러나 1928년에는 크로폿킨 박물관 통제를 둘러싸고 파벌 분쟁이 발생했으며, 크로폿킨의 미망인 소피아의 박물관의 미래를 확보하려는 노력에도 불구하고, 이듬해 고로스 트루다 소유의 시설들은 당국에 의해 영구적으로 폐쇄되었다. 톨스토이 운동도 그들의 생명과 노동 공동체를 시베리아로 이전해야 했으며, 그곳에서 많은 구성원들이 체포되었다.

#### 스탈린주의 하에서

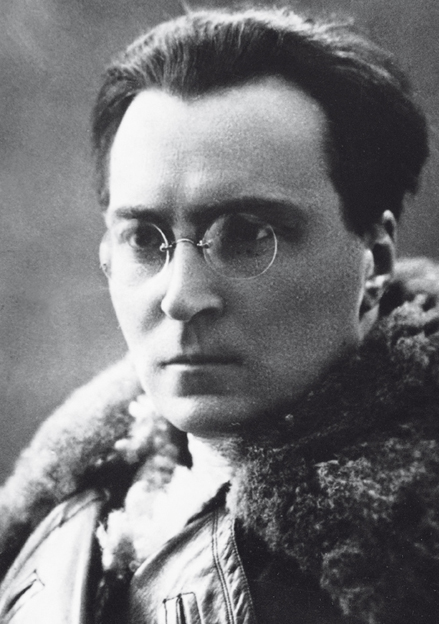
스탈린주의에 대한 좌파 반대파의 자유지상주의적 사회주의 구성원인 빅토르 세르주.

소련 수립 이후, 블라디미르 레닌은 뇌졸중으로 무력화되었고 레프 카메네프, 이오시프 스탈린, 그리고리 지노비예프로 구성된 트로이카가 국가를 장악했다. 트로이카 정부는 노동자 그룹의 평의회공산주의자들에 의해 잠시 반대되었지만, 그들은 공산당에서 신속하게 축출되었고 결국 완전히 탄압되었다. 레닌이 사망하자 공산당의 여러 파벌들, 즉 니콜라이 부하린이 이끄는 우파 반대파, 트로이카가 이끄는 중앙파, 레프 트로츠키가 이끄는 좌파 반대파 사이에 권력 투쟁이 벌어졌다.
스탈린이 일국사회주의라는 우파 정책과 동맹을 맺자 트로이카는 해체되었고, 카메네프와 지노비예프는 좌파와 연합하여 "통합 야당"을 형성했다. 야당은 당내 표현의 자유를 요구하고 신경제정책 (NEP) 종식을 촉구했으며, 경제의 급속한 산업화와 국가 관료제 축소를 제안했다. "아나키스트-볼셰비키" 빅토르 세르주는 이후 귀국하여 야당에 합류했지만, 당내 반동 세력의 패배를 예견했다. 야당은 제15차 당대회에서 패배했고, 많은 구성원들이 당에서 추방되어 망명해야 했으며, 그곳에서 세르주는 스탈린이 국가를 통치한 권위주의적 방식을 노골적으로 비판하며 소련 정부를 "전체주의"라고 묘사했다. 이전에 고로스 트루다와 부레베스트니크 (1906년)를 편집했던 아나르코생디칼리스트 막심 라이예프스키도 야당의 강령을 출판한 혐의로 체포되었다.
반대파가 숙청되면서 이오시프 스탈린은 권력 장악을 완료했다. 그는 이후 신경제정책 (NEP)을 파기하고 경제를 5개년 계획의 급속한 산업화와 강제 집단화로 전환하여 스탈린주의 시대의 시작을 알렸다. 소련에 전체주의가 도입되면서 신경제정책 하에서 1920년대에 허용되었던 아나키스트 활동은 빠르게 종식되었고, 새로운 정치적 탄압의 물결이 unleashed되었으며, 많은 아나키스트들이 체포되어 시베리아와 중앙아시아로 국내 추방되었다. 토볼스크에서 국내 추방된 동안, 아나키스트 드미트리 베네딕토프는 "대출에 대한 소문과 소련 정권에 대한 불만을 유포"한 혐의로 체포되었고, 3일 이내에 항소 없이 처형 선고를 받았다.

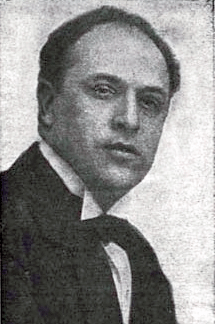
대숙청의 피해자인 개인주의적 아나키즘자 알렉세이 보로보이.

대숙청 기간 동안, 혁명에 참여했던 많은 사람들이 체포되어 처형되었는데, 여기에는 많은 볼셰비키 노병, 트로츠키주의자, 아나키스트들이 포함되었다. 알렉산더 아타베키안, 게르만 아스카로프, 알렉세이 보로보이와 같은 아나키스트 구세대의 여러 구성원들이 숙청 중에 사망한 것으로 기록되었고, 아론 바론과 같은 다른 이들은 감옥에서 풀려난 후 사라졌다. 볼셰비키와 화해하고 소련으로 돌아왔던 예핌 야르추크와 표트르 아르시노프도 숙청 중에 사라졌다. 1937년까지 생명과 노동 공동체는 국유 집단 농장으로 전환되었고, 그 구성원들은 체포되어 노동 수용소로 보내졌으며, 그들의 정착지는 완전히 해체되었다. 그리고 1938년까지 크로폿킨 박물관을 유지하던 몇 안 되는 사람들도 탄압의 대상이 되어 소피아 크로폿킨 사망 후 박물관이 폐쇄되었다.

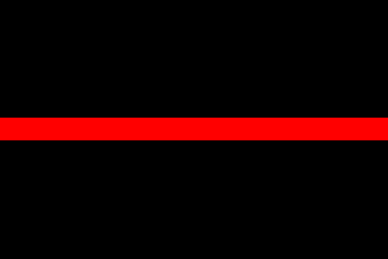
노릴스크 봉기 깃발.

그러나 숙청 과정에서 아나키스트 구세대가 제거되었음에도 불구하고, 아나키스트 활동은 축소된 규모로 계속되었다. 굴라크 내에서 새로운 세대의 아나키스트들이 등장했으며, 일부는 야로슬라블의 처벌 격리 시설에서 15일간의 단식 투쟁에 참여했다. 제2차 세계 대전에서 연합국이 승리한 후, 붉은 군대에 의해 해방된 많은 전쟁 포로들은 시베리아의 굴라크 수용소로 추방되었다. 그곳에서 많은 마르크스주의자와 아나키스트 전쟁 포로들은 북러시아 민주 운동을 설립했는데, 이 단체는 1947년에 봉기를 조직하여 여러 수용소로 확산되었으나 군대에 의해 진압되었다. 아나키스트 경향은 이후 시베리아의 많은 수용소로 퍼져나갔으며, 1953년 스탈린의 죽음과 함께 봉기의 물결이 일어났고, 일부는 아나키스트들의 참여를 포함했다. 특히 노릴스크 봉기에서는 많은 우크라이나 마흐노주의자들이 적극적으로 참여했다.

#### 흐루쇼프 해빙기 동안

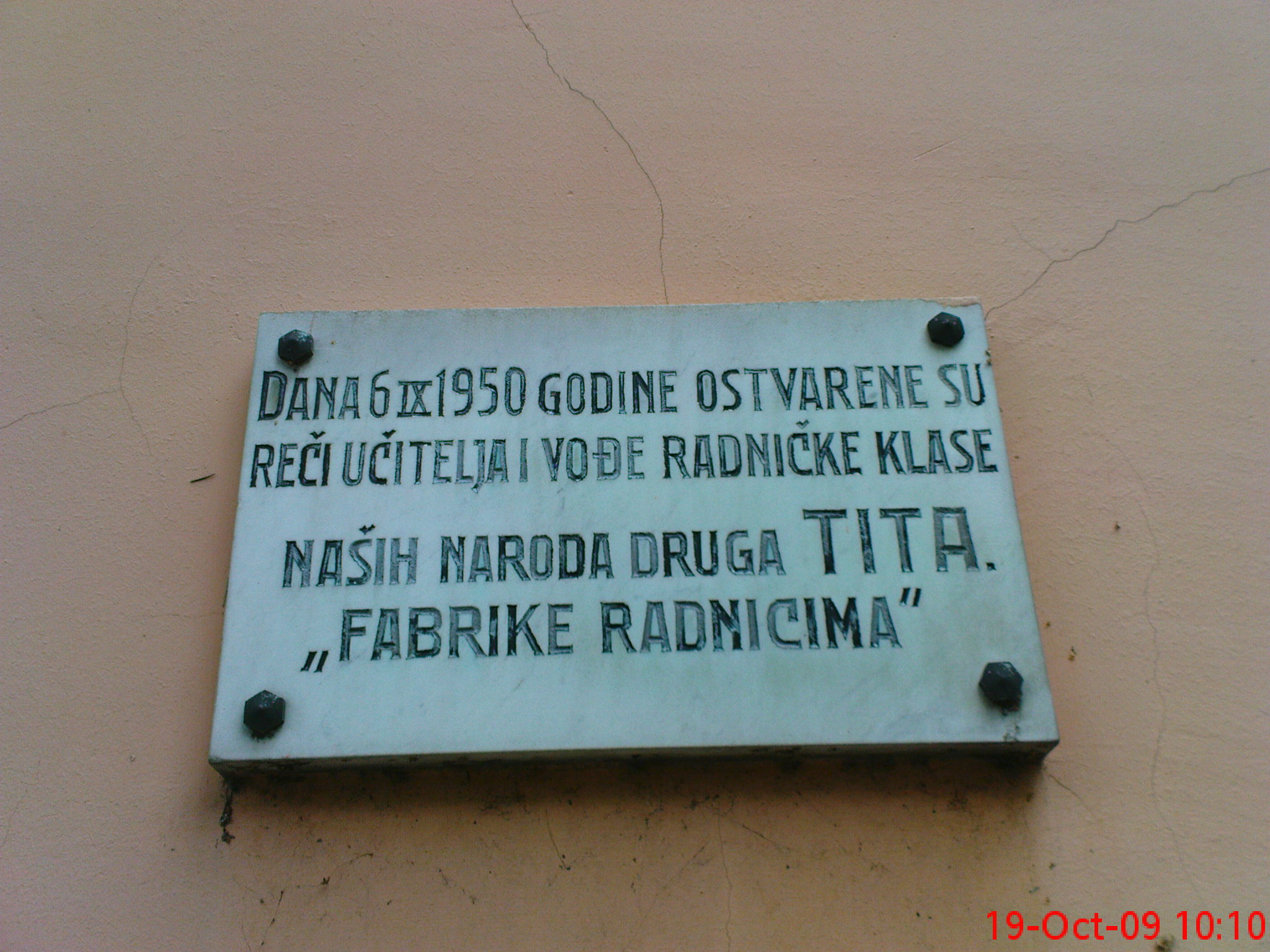
"Fabrike radnicima" ("노동자에게 공장을")은 유고슬라비아 사회주의 자주 관리 체제의 슬로건이었고, 이후 소련의 자유지상주의적 공산주의자들에게 영감을 주었다.

스탈린 사망 이후의 권력 투쟁은 니키타 흐루쇼프의 권력 공고화로 끝났는데, 그는 정치적 탄압과 검열을 완화하고, 수백만 명의 정치범을 굴라크에서 석방하고, 소련 사회의 스탈린 격하 운동을 시행하는 개혁 프로그램을 시행했다. 수십 년 만에 처음으로 반체제 시위 운동이 공개적으로 나타나기 시작했으며, 유고슬라비아 사회주의 자주 관리에서 영감을 받은 많은 자유지상주의적 공산주의자들이 반국가주의 경향을 발전시켰고, 일부는 심지어 스스로를 아나키스트라고 부르기도 했다.
흐루쇼프는 초기 아나키스트 운동에 대한 탄압을 시작했고, 새로운 세대의 많은 사람들은 종종 "반소비에트 선전" 혐의로 굴라크 수용소에 수감되었다. 공개적으로 아나키스트로 신분을 밝히는 것이 위험했기 때문에, 일부 아나키스트들은 새로 떠오르는 인권 운동과 자신들을 동일시했다. 레닌그라드의 아나키스트들은 반체제 인사 유리 갈란스코프에게 지원을 제공한 혐의로 체포되었고, 한 아나키스트 부두 노동자는 동료들 사이에서 선동한 혐의로 체포되었다.

#### 침체기 동안
정체 시대 동안, 1978년 레닌그라드 학생 단체에 의해 "좌파 야당"이라는 새로운 단체가 설립되었다. 자유지상주의적 사회주의자인 알렉산더 스코보프가 이끄는 이들은 도시 내에 좌파 소련 반체제 인사들의 모임 장소 역할을 하는 공동체를 설립하고, 자신들의 잡지 《페르스펙티브》를 발행했다. 이 잡지는 미하일 바쿠닌, 표트르 크로폿킨, 다니엘 콘벤디트와 같은 아나키스트 작가뿐만 아니라 레프 트로츠키와 헤르베르트 마르쿠제와 같은 마르크스주의 작가를 포함한 다양한 경향의 여러 저자들의 기사를 실었다. 그들의 강령에 발표된 사상들은 "극좌파적"으로 특징지어졌으며, 소련 국가에 반대하고 결사의 자유와 자결권을 옹호하는 입장을 취했다. 적군파에 영감을 받은 일부 급진적인 구성원들은 심지어 국가에 대한 무장 투쟁과 일리걸리즘 방법을 사용할 것을 요구했지만, 지도자인 아르카디 추르코프와 알렉산더 스코보프는 비폭력을 장려했다. 이 단체는 연방 전역의 좌파 반체제 단체들을 한자리에 모을 회의를 조직할 계획이었지만, 예정된 회의는 정통마르크스주의 단체에 의해 연기되었고, 결국 정치적 탄압으로 인해 대표자들이 도착할 수 없어 완전히 취소되었다. 공동체는 급습당했고, 구성원들은 미행당했으며, 지도자들은 굴라크에서 수년간 징역형을 선고받았다.

1980년대 러시아에서 부활한 아나르코생디칼리슴의 적흑기.

공산당이 권력을 잃기 시작하고 내셔널리즘이 고조되자 러시아 아나키스트들은 분권화와 연방주의를 나아갈 길로 제시하며, 미하일 바쿠닌이 이전에 제안했던 "자율 공화국들의 느슨한 연방"으로 지역을 재편성하는 모델을 다시 제안했다. 그러나 1991년 소련 쿠데타 시도 이후, 아나르코생디칼리스트 연맹 (KAS) 회원들이 백악관에서 바리케이드를 방어하는 동안, 소련의 붕괴가 발효되었고 러시아 연방이 수립되었다.

### 러시아 연방
러시아의 현대 아나키스트 단체로는 혁명적 아나르코생디칼리스트 연맹(KRAS-MAT)과 자유지상주의적 공산주의 단체인 자율행동이 있으며, 둘 다 직접 행동, 파업, 반파시스트 행동을 옹호한다. 시베리아 노동 연맹은 러시아 전역의 아나르코생디칼리스트들을 연결한다. 2010년대 초반에는 800명에서 1,000명 사이의 러시아인들이 적극적인 아나키스트 활동을 하는 것으로 추정되었다.
자율행동 (러시아어:Автономное действие)은 2011-2013년 블라디미르 푸틴 정권에 반대하는 러시아 시위 운동에서 큰 역할을 했다. 2013년 8월, 자율행동 제12차 대회에서 조직 내 갈등이 발생하여 분열로 이어졌다. 몇 달 동안 러시아에서는 "자율행동"이라는 이름으로 유사한 자유지상주의적 공산주의 입장을 취하는 두 개의 조직이 활동했다. 그러나 2013년 10월 27일, 분리된 그룹은 자율행동 (사회혁명) (ADSR)이라는 이름을 채택했다. (나중에 이 조직은 "인민 자위대"로 개명되었다)
2018년 10월 31일, 17세 대학생인 미하일 줄로비츠키는 아르한겔스크에 있는 FSB 본부에 자살 폭탄 테러를 감행했다. 줄로비츠키가 공격 전에 게시한 것으로 알려진 소셜 미디어 메시지에서 그는 아나코공산주의자이며 FSB의 지속적인 고문과 증거 조작 때문에 FSB에 대한 공격을 감행했다고 밝혔다.

#### 러시아-우크라이나 전쟁
아나키스트들은 2022년 우크라이나 침공에 대한 러시아의 반대에서 중요한 역할을 했으며, 2022년 군사 위원회 공격도 포함된다. 디 인사이더는 침공 시작 이후 아나르코공산주의 전투 조직을 러시아에서 "가장 활동적인 '파괴적' 세력"으로 지목했다. 2023년 4월 19일, 이 조직의 창립자 중 한 명인 드미트리 페트로프는 바흐무트 전투에서 우크라이나 국토방위군을 위해 싸우다 전사했다.

## 주목할 만한 아나키스트
- 표트르 아르시노프
- 아나스타샤 바부로바
- 미하일 바쿠닌
- 아이다 바세비치
- 알렉세이 보로보이
- 레프 초르니
- 블라디미르 체르트코프
- 샘 돌고프
- 베라 피그네르
- 알렉산드르 게
- 엠마 골드만
- 유다 그로스만
- 아폴론 카렐린
- 표트르 크로폿킨
- 안나 쿨리쇼프
- 아나톨리 라마노프
- 네스토르 마흐노
- 그리고리 막시모프
- 세르게이 네차예프
- 스테판 페트리첸코
- 보리스 필냐크
- 드미트리 이바노비치 포포프
- 빅토르 세르주
- 레프 톨스토이
- 볼린

## 조직
- 토지와 자유당 (1876–1879)
- 인민의 의지당 (1879–1887)
- 흑위대 (1903–?)
- 모스크바 아나키스트 그룹 연맹 (1917–1918)
- 흑위대 (1917–1919)
- 보편주의자 (1920–1921)
- 아나르코생디칼리스트 연맹 (1988–1995)
- 시베리아 노동 연맹 (1995–현재)
- 혁명적 아나르코생디칼리스트 연맹 (1995–현재)
- 신혁명 대안 (1996–2000)
- 자율행동 (2002–현재)
- 인민 자위대 (2013–현재)
- 아나르코공산주의 전투 조직 (2018–현재)

## 같이 보기
- 분류:러시아의 아나키스트
- 지역별 아나키스트 운동 목록
- 벨라루스의 아나키즘
- 몽골의 아나키즘
- 우크라이나의 아나키즘
- 소련의 공산주의 역사
- 크론시타트 반란
- 마흐노우슈치나
- 정강주의

## 참고 문헌
- Avrich, Paul (1966). 《Anarchism and Anti-Intellectualism in Russia》. 《Journal of the History of Ideas》 27 (필라델피아: 펜실베이니아 대학교 출판부). 381–90쪽. doi:10.2307/2708592. ISSN 0022-5037. JSTOR 2708592. LCCN 42051802. OCLC 884607792.
- Avrich, Paul (1967). 《The Anarchists in the Russian Revolution》. 《The Russian Review》 26 (호보컨 (뉴저지주): Wiley-Blackwell). 341–350쪽. doi:10.2307/126893. ISSN 0036-0341. JSTOR 126893. LCCN 43016148. OCLC 473067959.
- Avrich, Paul (1968). 《Russian Anarchists and the Civil War》. 《The Russian Review》 27 (호보컨 (뉴저지주): Wiley-Blackwell). 296–306쪽. doi:10.2307/127258. ISSN 0036-0341. JSTOR 127258. LCCN 43016148. OCLC 473067959.
- Avrich, Paul (1971) [1967]. 《러시아의 아나키스트》. 프린스턴: 프린스턴 대학교 출판부. ISBN 0-691-00766-7. OCLC 1154930946.
- Avrich, Paul (1984). 《Bolshevik Opposition to Lenin: G. T. Miasnikov and the Workers' Group》. 《The Russian Review》 43 (호보컨 (뉴저지주): Wiley-Blackwell). 1–29쪽. doi:10.2307/129715. ISSN 0036-0341. JSTOR 129715. LCCN 43016148. OCLC 473067959. 2012년 5월 3일에 원본 문서에서 보존된 문서. 2017년 12월 28일에 확인함.
- Iztok (1980). 《On anarchism in the USSR (1921–1979)》. 《Iztok: Periodično spisanie》 (파리 (프랑스): Les Amitiés franco-bulgares). ISSN 0816-8172. OCLC 664426218.
- Goldberg, Joel Harold (1973). 《The Anarchists View the Bolshevik Regime, 1918–1922》 (PhD). 매디슨 (위스콘신주): 위스콘신 대학교. OCLC 36688081.
- Goodwin, James (2010). 《Confronting Dostoevsky's Demons: Anarchism and the Specter of Bakunin in Twentieth-century Russia》 (영어). Peter Lang. 48쪽. ISBN 978-1-4331-0883-9.
- Grossman, Henryk (2020년 11월 30일). 《Henryk Grossman Works, Volume 2: Political Writings》 (영어). BRILL. ISBN 978-90-04-43211-6.
- Marshall, Peter (2008) [1992]. 《불가능한 것을 요구하라: 아나키즘의 역사》. 런던: 하퍼콜린스. ISBN 978-0-00-686245-1. OCLC 1112925421.
- McClellan, Woodford (1979). 《Revolutionary exiles: the Russians in the First International and the Paris Commune》. Cass. ISBN 0-203-98802-7. OCLC 243606265. 2021년 9월 11일에 확인함.
- McNeal, Robert (1974). 《Resolutions and decisions of the Communist Party of the Soviet Union》. Toronto: University of Toronto Press. ISBN 0-8020-2157-3. OCLC 1189903.
- Ruff, Philip (1991). 《Anarchy in the USSR》. 런던: AK 프레스. ISBN 9781872258065. OCLC 36919582. 2021년 8월 9일에 원본 문서에서 보존된 문서. 2021년 8월 9일에 확인함.
- Solzhenitsyn, Aleksandr (2007a) [1974]. 《수용소 군도》 1. 번역 Whitney, Thomas P. 하퍼콜린스. ISBN 978-0061253713.
- Solzhenitsyn, Aleksandr (2007b) [1974]. 《수용소 군도》 2. 번역 Whitney, Thomas P. 하퍼콜린스. ISBN 978-0061253720.
- Solzhenitsyn, Aleksandr (2007c) [1974]. 《수용소 군도》 3. 번역 Whitney, Thomas P. 하퍼콜린스. ISBN 978-0061253737.
- Yarmolinsky, Avrahm (2014) [1957]. 《혁명으로 가는 길: 러시아 급진주의 1세기》. 프린스턴 (뉴저지주): 프린스턴 대학교 출판부. ISBN 978-0691610412. OCLC 890439998.

## 더 읽어보기
- Bakunin, Mikhail (1990). 《Statism and Anarchy》. Cambridge: Cambridge University Press. ISBN 0-521-36973-8.
- Berkman, Alexander (2010). 《The Tragic Procession: Alexander Berkman and Russian Prisoner Aid》. London and Berkeley: Kate Sharpley Library and Alexander Berkman Social Club. ISBN 978-1-873605-90-5.
- Dolgoff, Sam (1980). 《Bakunin on Anarchism》. Montréal: Black Rose Books. ISBN 0-919619-06-1.
- Eichenbaum, Vsevolod Mikhailovich (1955) [1947]. 《The Unknown Revolution》. 번역 Cantine, Holley. New York: Libertarian Book Club. ISBN 0919618251. OCLC 792898216.
- Kropotkin, Peter (1909). 《The Terror in Russia》. 런던: Methuen. OCLC 65565363.
- Stalin, Joseph (1954) [1906/1907]. 〈November 1901 - April 1907〉. 《Anarchism or Socialism?》. Collected Works 1. Foreign Languages Publishing House. OCLC 500187899.
- Stepniak, Sergei (1883). 《Underground Russia》. 런던: Smith, Elder & Co. OCLC 1068607124. 2011년 9월 24일에 원본 문서에서 보존된 문서.
- Tolstoy, Leo (1899) [1877]. 《무엇을 할 것인가?》. New York: Crowell. ISBN 143449425X. OCLC 320522431.
- Yaroslavsky, Yemelyan. 《History of Anarchism in Russia》. 런던: Lawrence & Wishart. OCLC 933005779.